# Gmina Gródek
Die Gmina Gródek ist eine Landgemeinde im Powiat Białostocki der Woiwodschaft Podlachien in Polen. Ihr Sitz ist das gleichnamige Dorf (litauisch Grudeko valsčius; belarussisch гміна Гарадок).

## Gliederung
Zur Landgemeinde Gródek gehören 35 Ortsteile mit einem Schulzenamt:
Bielewicze
Bobrowniki
Borki
Chomontowce
Dzierniakowo
Gródek I
Gródek II
Grzybowce
Kołodno
Królowe Stojło
Królowy Most
Mieleszki
Mieleszki-Kolonia
Mostowlany
Narejki
Nowosiółki
Pieszczaniki
Piłatowszczyzna
Podozierany
Radunin
Skroblaki
Słuczanka
Sofipol
Straszewo
Świsłoczany
Waliły
Waliły-Dwór
Waliły-Stacja
Wiejki
Wierobie
Załuki
Zarzeczany
Zasady
Zielona
Zubki
Zubry
Weitere Ortschaften der Gemeinde sind
Bagno
Bobkowy Hrud
Downiewo
Glejsk
Gobiaty
Jakubin
Jaryłówka
Józefowo
Józefowo (leśniczówka)
Kondycja
Kozi Las
Kuberka
Łużany
Pałatki
Podzałuki
Przechody
Radunin (gajówka)
Ruda
Skroblaki (leśniczówka)
Stryjenszczyzna
Turowo
Waliły-Osada
Wyżary

## Persönlichkeiten
- Rosa Meyer-Leviné (1890–1979), deutsch-englische Schriftstellerin und kommunistische Aktivistin; geboren in Gródek.